# Plotter
A plotter olyan gép, amely vektorgrafikus rajzokat készít. A plotterek tollal rajzolnak vonalakat a papírra, vagy bizonyos alkalmazásokban késsel vágnak anyagot, például vinilt vagy bőrt. Ez utóbbi esetben néha vágóplotterként is ismertek.

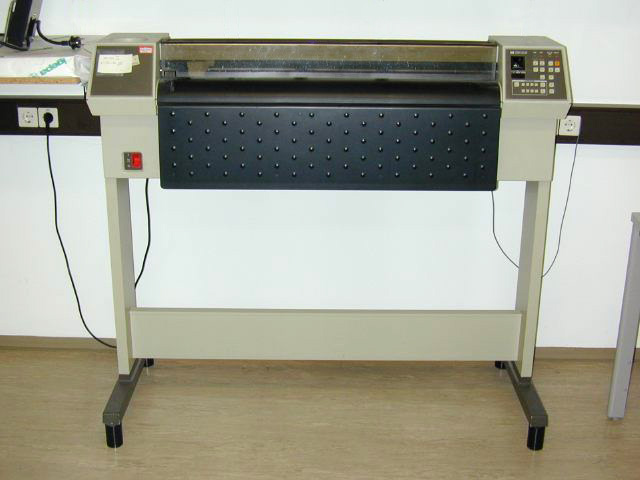
HP Plotter

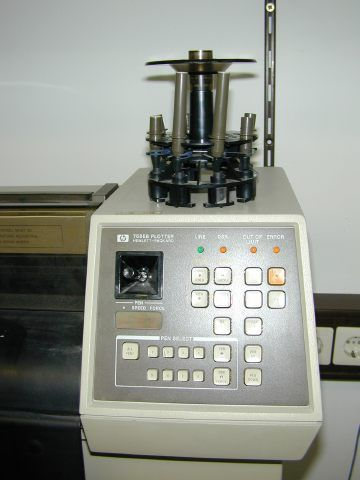
HP Plotter kezelőpanel

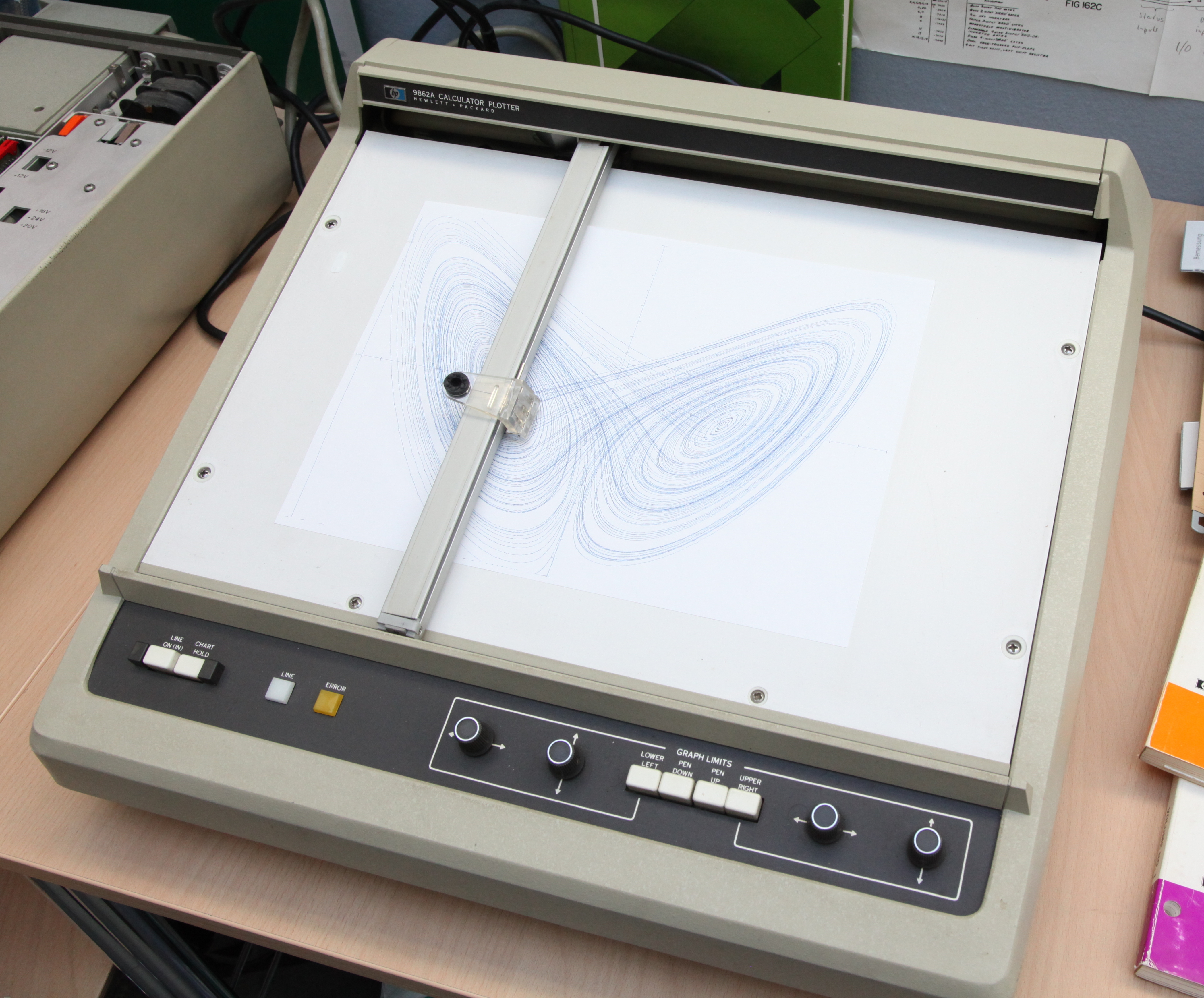
Hewlett-Packard 9862A Calculator Plotter

A múltban a plottereket olyan alkalmazásokban használták, mint a számítógépes tervezés, mivel sokkal gyorsabban és jobb minőségben tudtak vonalas rajzokat készíteni, mint a korabeli hagyományos nyomtatók. A kisebb asztali plottereket gyakran használták üzleti grafikák készítésére. A grafikai képességekkel rendelkező nyomtatók az 1980-as évek elejére elvették a piac egy részét, a lézernyomtatók 1980-as évek közepén történt bevezetése pedig nagyrészt kiszorította a plottereket a legtöbb szerepkörből.
A plotterek sokáig megőrizték a nagyon nagyméretű rajzok készítésére szolgáló rést, de mára már nagyrészt felváltották őket a hagyományos, széles formátumú nyomtatók. A vágóplottereket számos iparágban továbbra is használják.

## Áttekintés
A digitálisan vezérelt plotterek a korábbi teljesen analóg XY-írókból fejlődtek ki, amelyeket mérőműszerek és analóg számítógépek kimeneti eszközeiként használtak.
A tollplotterek úgy nyomtatnak, hogy egy tollat vagy más eszközt mozgatnak a papír felületén. Ez azt jelenti, hogy a plotterek vektorgrafikus eszközök, nem pedig rasztergrafikus eszközök, mint más nyomtatók. A tollplotterek képesek összetett vonalrajzok rajzolására, beleértve a szöveget is, de a tollak mechanikus mozgása miatt lassan rajzolnak. Gyakran nem képesek hatékonyan létrehozni egy egyszínű területet, de képesek egy területet sraffozni több, egymáshoz közeli, szabályos vonal megrajzolásával.
A plotterek a leggyorsabb módját kínálták a nagyon nagyméretű rajzok vagy színes, nagy felbontású, vektoralapú műalkotások hatékony előállításának, amikor a számítógépes memória nagyon drága és a processzor teljesítménye nagyon korlátozott volt, más típusú nyomtatók pedig korlátozott grafikai kimeneti képességekkel rendelkeztek.
A tollplotterek mára lényegében elavulttá váltak, és helyüket nagy formátumú tintasugaras nyomtatók és LED-toner alapú nyomtatók vették át. Az ilyen eszközök még mindig megérthetik az eredetileg plotter használatra tervezett vektoros nyelveket, mivel sok felhasználási területen hatékonyabb alternatívát kínálnak a raszteres adatokkal szemben.

## Elektrosztatikus plotterek
Az elektrosztatikus plotterek a sok fénymásolóhoz hasonló száraz tonerátviteli eljárást használtak. Gyorsabbak voltak, mint a tollplotterek, és nagy formátumban álltak rendelkezésre, amelyek alkalmasak voltak műszaki rajzok reprodukálására. A kép minősége gyakran nem volt olyan jó, mint a korabeli tollplottereké. Az elektrosztatikus plottereket síkágyas és dobos típusban is gyártották. Az elektrosztatikus plotter a pixelt használja rajzeszközként, mint egy rasztergrafikus megjelenítő eszköz. A plotterfej nagyszámú (akár 21 760 darab) apró stylusból áll, amely be van ágyazva a plotterbe. Ez a fej áthalad a papír szélességén, amikor az a fej mellett elgördül, hogy rajzot készítsen. A rendelkezésre álló felbontások 100 és 508 pont/inch között lehetnek. Az elektrosztatikus plotterek nagyon gyorsak, a plotter felbontásától függően 6 és 32 mm/s közötti rajzolási sebességgel[1]. 

## Vágóplotterek
A vágóplotterek késekkel vágnak bele egy darab anyagba (például papír, mylar- vagy vinilfólia), amely a plotter sík felületén fekszik. A vágóplotter egy számítógéphez van csatlakoztatva, amely vágástervező vagy rajzoló számítógépes programokkal van felszerelve. Ezek a számítógépes szoftverprogramok felelősek a szükséges vágási méretek vagy tervek elküldéséért annak érdekében, hogy a vágókésnek parancsot adjanak a projekt megfelelő vágási igényeinek kielégítésére[2].
Az utóbbi években a vágóplotterek (általában stancológépeknek nevezik őket) használata népszerűvé vált a papírművesség, például a kártyakészítés és a scrapbooking otthoni szerelmesei körében. Az ilyen eszközök lehetővé teszik a kívánt kártya- és matricaformák nagyon pontos és ismétlődő kivágását. 

## Történet
Számos nyomtatóvezérlő nyelvet hoztak létre a tollplotterek működtetésére, és olyan parancsok továbbítására, mint "emeld fel a tollat a papírról", "helyezd a tollat a papírra" vagy "húzz egy vonalat innen ide". Három elterjedt ASCII-alapú plottervezérlő nyelv a Hewlett-Packard HP-GL, annak utódja, a HP-GL/2 és a Houston Instruments DMPL. Íme egy egyszerű HP-GL szkript, amely egy vonalat rajzol:
- SP1;
- PA500,500;
- PD;
- PR0,1000;
- PU;
- SP;

Ez a program utasítja a plottert, hogy sorrendben vegye az első tollat (SP1 = Select Pen 1), menjen a papírlapon az X=500, Y=500 koordinátákhoz (PA = Plot Absolute), engedje le a tollat a papírra (PD = Pen Down), mozogjon 1000 egységet Y irányban (így rajzolva egy függőleges vonalat - PR = Plot Relative), emelje fel a tollat (PU = Pen Up) és végül tegye vissza a tollat a helyére.
A FORTRAN-t vagy BASIC-et használó programozók általában nem közvetlenül programozták ezeket, hanem szoftvercsomagokat használtak, például a Calcomp könyvtárat, vagy eszközfüggetlen grafikus csomagokat, például a Hewlett-Packard AGL könyvtárakat vagy BASIC-bővítményeket, illetve olyan csúcskategóriás csomagokat, mint a DISSPLA. Ezek a világkoordinátákról az eszközkoordinátákra való méretezési tényezőket állapították meg, és lefordították az alacsony szintű eszközparancsokra. Például az X*X ábrázolásához a HP 9830 BASIC-ben a program a következő lenne
- 10 SCALE -1,1,1,1,1
- 20 FOR X = -1 TO 1 STEP 0.1
- 30 PLOT X, X*X
- 40 NEXT X
- 50 PEN
- 60 END

## Címkéző plotter
A korai tollplotterek, pl. az 1959-es Calcomp 565 úgy működtek, hogy a papírt egy görgő fölé helyezték, amely a papírt előre-hátra mozgatta az X mozgáshoz, míg a toll az Y mozgáshoz egy pályán mozgott előre-hátra. A papírt tekercs formájában szállították, és mindkét széle mentén perforációval volt ellátva, amelyet a görgőkön lévő lánckerekek fogtak meg.
Egy másik megközelítés, pl. a Computervision Interact I, golyóstollakat rögzített rajzoló pantográfokhoz, és a gépeket a számítógép által vezérelt léptetőmotorokkal hajtotta meg. Ennek hátránya volt, hogy kissé lassú volt a mozgása, valamint a papír méretével megegyező alapterületet igényelt, de ez a megoldás kétszeresen is működhetett digitalizátorként. Egy későbbi változtatás volt a tollak tartására szolgáló, elektromosan vezérelt bilincs hozzáadása, amely lehetővé tette a tollak cseréjét, és így többszínű kimenetet hozhatott létre.
A Hewlett Packard és a Tektronix az 1960-as évek végén és az 1970-es években kis, asztali méretű síkágyas plottereket gyártott. A tollakat egy mozgó rúdra szerelték, ahol az y-tengelyt a rúd hosszában felfelé és lefelé történő mozgás, az x-tengelyt pedig a rúdnak a rajzasztalon előre-hátra történő mozgása jelentette. A rúd tömege miatt ezek a plotterek viszonylag lassan működtek.
Az 1980-as években a kicsi és könnyű HP 7470 bevezette a "szemcsekerék" mechanizmust, amely a két évtizeddel korábbi Calcomp plotterekkel ellentétben kiküszöbölte a perforáció szükségességét a szélek mentén. A lap ellentétes szélein lévő szemcsekerekek rugalmas poliuretán bevonatú görgőkhöz nyomódnak, és apró bemélyedéseket képeznek a lapon. Ahogy a lapot előre-hátra mozgatják, a szemcsekerek a szemcseszemcséknek a korábbi bemélyedésekbe való beleesése miatt a lapot a megfelelő regisztrációban tartják, hasonlóan két fogaskerék fogazásához. A toll egy kocsira van szerelve, amely a szemcsekerekek közötti vonalban mozog előre-hátra, ami az ortogonális tengelyt jelenti. Ezek a kisebb, "otthoni használatra" szánt plotterek népszerűvé váltak az asztali üzleti grafikában és a mérnöki laboratóriumokban, de alacsony sebességük miatt általános nyomtatási célokra nem voltak használhatóak, és ezekhez a munkákhoz más, hagyományos nyomtatóra volt szükség. Az egyik kategória, amelyet a Hewlett Packard MultiPlot a HP 2647-hez vezetett be, a "szógrafika" volt, amely a plotterrel nagy betűket rajzolt egy fóliára. Ez volt a modern Powerpoint-diagram előfutára. A nagy felbontású tintasugaras és lézernyomtatók, az olcsó memória és a színes képek raszterizálásához elég gyors számítógépek széles körű elterjedésével a tollplotterek szinte teljesen eltűntek. A tintasugaras, nagy formátumú műszaki plotterekben azonban még mindig megtalálható a szemcsés kerék mechanizmusa.
Plottereket használtak a Create-A-Card kioszkokban is, amelyek egy ideig a szupermarketek üdvözlőkártyák területén voltak elérhetők, és amelyek a HP 7475 hat tollas plottert használták.
A plottereket elsősorban műszaki rajz- és CAD-alkalmazásokban használják, ahol előnyük, hogy nagyon nagy papírméreteken dolgozhatnak, miközben a felbontásuk nagy marad. Egy másik felhasználási módot találtak, amikor a tollat egy vágóeszközzel helyettesítették, és ebben a formában a plotterek számos ruházati és feliratozó üzletben megtalálhatók.
A vonal színének vagy szélességének megváltoztatásához a plotteren tollat kellett cserélni. Ezt vagy kézzel végezték a kis plottereken, de jellemzőbb, hogy a plotterek négy vagy több tollat tartalmazó tárral rendelkeztek, amelyeket automatikusan fel lehetett szerelni.
A plotterek egyik hiánypótló alkalmazása a látássérültek számára speciális hőcellás papíron történő tapintható képek készítése.
Más nyomtatótípusokkal ellentétben a tollplotterek sebességét a toll sebességével és gyorsulási sebességével mérik, nem pedig az oldalnyomtatási sebességgel. A tollrajzoló sebességét elsősorban a használt toll típusa korlátozza, így a toll kiválasztása kulcsfontosságú tényező a tollrajzoló kimeneti sebességében. Valóban, a legtöbb modern tollrajzoló rendelkezik az aktuálisan használt toll típusától függő, a forgatási sebességet szabályozó parancsokkal.
Sokféle plottertoll létezik, amelyek közül néhányat már nem gyártanak tömegesen. Gyakran használnak műszaki tollhegyeket, amelyek közül sok megújítható a kézi rajzolótollak alkatrészeinek és kellékeinek felhasználásával. A korai HP síkágyas és szemcsekerekes plotterek kis, saját gyártású szálhegyes vagy műanyag tollhegyes eldobható tollakat használtak.
A plottertollak egyik típusa egy cellulózszálas rudat használ, amelyet egy tintával telített kör alakú habcsövön keresztül vezetnek be, és a rúd vége kúpos hegyűre van kihegyezve. Ahogy a toll a papírfelületen mozog, a tintát kapillárisan a habszivacsból a rúdra és a papírra szívja. Ahogy a habban lévő tintakészlet kimerül, a tinta vándorlása a hegy felé lelassul, ami halvány vonalakat eredményez. A rajzolási sebesség lassítása lehetővé teszi, hogy az elhasználódott toll által rajzolt vonalak sötétek maradjanak, de a halványodás folytatódik, amíg a hab teljesen ki nem merül. Emellett a szálas toll használatakor a hegye lassan elkopik a rajzolóközegen, ami fokozatosan szélesedő, elmosódott vonalakat eredményez.
Kaphatók utántölthető, átlátszó műanyag tintatartállyal rendelkező golyós tollak. Ezeknél nem jelentkezik a szálas tollak fakulása vagy kopása, de általában drágábbak és ritkábbak. A hagyományos golyóstollak is átalakíthatók, hogy a legtöbb tollplotterben működjenek.

## Vinilvágó
A vinilvágó (néha vágóplotter néven is ismert) plakátok, hirdetőtáblák, táblák, pólólogók és egyéb időjárásálló grafikai tervek készítésére szolgál. A vinil felhelyezhető autók karosszériájára és ablakaira is nagyméretű, fényes cégreklámként, valamint vitorlás hajók orr-részére. Hasonló eljárást használnak az autóablakok színezett viniljének vágására.
A színeket a kéznél lévő vinilgyűjtemény korlátozza. Az anyag gyűrődésének elkerülése érdekében tekercsekben tárolják. A tipikus viniltekercsméretek 15, 24, 36 és 48 hüvelykes szélességűek, és az összes tervezési elem relatív elhelyezésének megtartása érdekében alátétanyaggal rendelkeznek.
A vinilvágó hardver hasonló a hagyományos plotterhez, kivéve, hogy a tintatollat egy nagyon éles kés váltja fel az egyes formák körvonalazásához, és lehet nyomásszabályozó, amellyel beállítható, hogy a kés milyen erősen nyomódjon a vinilfóliába, megakadályozva, hogy a vágások a hordozóanyagba is behatoljanak. Amellett, hogy a különálló mintaelemek relatív elhelyezése elveszik, a hordozóanyagból kivágott laza darabok kieshetnek, és elakaszthatják a plotter tekercses adagolóját vagy a vágófejet. A vágás után a mintán kívüli vinilanyag lehúzódik, így a minta a hordozóanyagon marad, amely öntapadással, ragasztóval, laminálással vagy hőpréssel felragasztható.
A vinil kés általában plotter toll alakú, és egy forgófejre van szerelve, hogy a kés éle a plotterfej mozgása közben önműködően elforduljon, hogy a megfelelő irányba nézzen.
A vinilvágókat elsősorban egyszínű vonalképek és betűk készítésére használják. A több színű mintákhoz különálló vinillemezeket kell vágni, majd azokat a felvitel során egymásra helyezni; ez a folyamat azonban néhány árnyalatnál többnél hamar nehézkessé válik.
A táblavágó plotterek visszaszorulóban vannak az olyan alkalmazásokban, mint például az általános reklámtáblák tervezése, ahol oldószer alapú tintákat használó, széles formátumú tintasugaras nyomtatókat alkalmaznak a különböző anyagokra történő közvetlen nyomtatáshoz. A vágóplotterekre még mindig támaszkodnak a széles formátumú tintasugaras nyomtatók által előállított grafikák precíz kontúrvágásához - például ablak- vagy autós grafikák, illetve formázott matricák előállításához.
A nagy formátumú tintasugaras nyomtatókat egyre gyakrabban használják hőre zsugorodó műanyag fóliára történő nyomtatásra, amelyet aztán a jármű felületére helyeznek fel, és hőpisztollyal a megfelelő méretre zsugorítanak (ún. járműfóliázás).  

## Statikus vágóasztal
A statikus vágóasztal a vágóplotterek egy olyan típusa, amely egy nagyméretű, lapos vákuumasztalra épül. Olyan nem merev és porózus anyagok, például textíliák, hab vagy bőr vágására szolgál, amelyek vágása a tekercses plotterekkel túl nehéz vagy lehetetlen. A statikus vágógépek sokkal vastagabb és nehezebb anyagokat is képesek vágni, mint amire egy tipikus tekercses vagy lapos plotter képes.
Az asztal felületén apró tűlyukak sorozata van kifúrva. Az anyagot az asztalra helyezik, és egy műanyagból vagy papírból készült fedőlapot helyeznek a vágandó anyagra. A vákuumszivattyú be van kapcsolva, és a légnyomás a fedőlapra nyomódik, hogy az anyagot a helyén tartsa. Az asztal ezután úgy működik, mint egy normál vektoros plotter, és különböző vágószerszámokkal lyukakat vagy réseket vág az anyagba. A fedőlapot is vágják, ami a fedőlap széleinél enyhe vákuumveszteséghez vezethet, de ez a veszteség nem jelentős.

## A tollplotterek kortárs felhasználása
A 2000-es évek közepén-végén művészek és hackerek[3][4] kezdték újra felfedezni a tollplottereket, mint furcsa, testre szabható kimeneti eszközöket. A tollak által papírra készített vonalak minősége jelentősen eltér más digitális kimeneti technikáktól. Még a 30 éves tollplotterek is jellemzően még mindig megbízhatóan működnek, és sok közülük 100 dollár alatti áron volt elérhető az aukciós és viszonteladói weboldalakon. Bár a legtöbb kereskedelmi grafikai alkalmazásból eltűnt a tollplotterek közvetlen meghajtásának vagy a fájlok HP-GL-ként való mentésének támogatása, számos korszerű szoftvercsomag[5][6][7][8] lehetővé teszi a HP-GL-lel való munkát a modern operációs rendszereken.
A tollplotterek használatának visszaszorulásával a nagy formátumú nyomtatókat, amelyek nagyrészt felváltották őket, néha "plottereknek" is nevezik.

## Fordítás
Ez a szócikk részben vagy egészben  a   Plotter című angol Wikipédia-szócikk fordításán alapul.  Az eredeti cikk szerkesztőit annak laptörténete sorolja fel. Ez a jelzés csupán a megfogalmazás eredetét és a szerzői jogokat jelzi, nem szolgál a cikkben szereplő információk forrásmegjelöléseként.